# Günther Drosdowski
Günther Drosdowski (* 15. Oktober 1926 in Osterode in Ostpreußen; † 3. Dezember 2000) war ein deutscher Germanist.

## Leben
Nach der Rückkehr aus dem Zweiten Weltkrieg studierte Drosdowski 1946–48 an der Universität Rostock und 1948–50 an der Humboldt-Universität Berlin Germanistik, Anglistik, Nordistik, Indogermanistik und allgemeine Sprachwissenschaft. 1950 promovierte er über die „Bedeutungsgeschichte angelsächsischer Zeitbegriffswörter“. 1950–53 war er Assistent an der Humboldt-Universität, 1953–1961 Mitarbeiter an der Akademie der Wissenschaften der DDR. Nach dem Bau der Berliner Mauer wechselte er an die Duden-Redaktion des Bibliographischen Instituts in Mannheim, die er von 1973 bis 1995 leitete.
1984 wurde Drosdowski vom Land Baden-Württemberg mit dem Professorentitel ausgezeichnet, 1995 erhielt er die Ehrendoktorwürde der Philosophischen Fakultät der Universität Zürich. Seit 1979 war er Mitglied der Deutschen Akademie für Sprache und Dichtung.

## Veröffentlichungen (Auswahl)

### Als Autor
- Studien zur Bedeutungsgeschichte angelsächsischer Zeitbegriffswörter. Diss. Berlin 1950.
- Lexikon der Vornamen. Herkunft, Bedeutung und Gebrauch von mehr als 3000 Vornamen. Bibliographisches Institut, Mannheim/Zürich 1968 (= Duden-Taschenbücher, 4), ²1974.
- Taschenbuch der Vornamen. 1600 Vornamen, ihre Herkunft und Bedeutung. Humboldt-Taschenbuchverlag, München 1973.
- Rechtschreibung und Rechtschreibreform aus der Sicht des Dudens. Dudenverlag, Mannheim u. a. 1987.
- Ist unsere Sprache noch zu retten? Dudenverlag, Mannheim u. a. 1988.
- Deutsch – Sprache in einem geteilten Land. Beobachtungen zum Sprachgebrauch in Ost und West in der Zeit von 1945 bis 1990. Dudenverlag, Mannheim u. a. 1990.
- Die Leiden des Wörterbuchmachers. Bekenntnisse eines Verdammten. Dudenverlag, Mannheim u. a. 1992.
- Der Duden. Geschichte und Aufgabe eines ungewöhnlichen Buches. Dudenverlag, Mannheim u. a. 1996.

### Als Bearbeiter und/oder Herausgeber
- Duden Etymologie. Herkunftswörterbuch der deutschen Sprache. Der große Duden, Bd. 7. Bibliographisches Institut, Mannheim 1963, 21989, Neudruck 1997.
- Duden Hauptschwierigkeiten der deutschen Sprache. Der große Duden, Bd. 9. Bibliographisches Institut, Mannheim 1965, 21972 (unter dem Titel Zweifelsfälle der deutschen Sprache. Wörterbuch der sprachlichen Hauptschwierigkeiten), 31985 (unter dem Titel Richtiges und gutes Deutsch. Wörterbuch der sprachlichen Zweifelsfälle).
- Duden Bedeutungswörterbuch. 24.000 Wörter mit ihren Grundbedeutungen. Der große Duden, Bd. 10. Bibliographisches Institut, Mannheim 1970.
- Duden Stilwörterbuch der deutschen Sprache. Die Verwendung der Wörter im Satz. Der große Duden, Bd. 2. Bibliographisches Institut, Mannheim 61971, 71988.
- Duden Das große Wörterbuch der deutschen Sprache. Bibliographisches Institut, Mannheim u. a. 1976–81 (6 Bände), 21993–95 (8 Bände).
- Duden Deutsches Universalwörterbuch. Bibliographisches Institut, Mannheim u. a. 1983, 21989, 31996.
- Duden Grammatik der deutschen Gegenwartssprache. Der Duden, Bd. 4. Bibliographisches Institut, Mannheim u. a. 41984, 51995.
- Duden Redewendungen und sprichwörtliche Redensarten. Wörterbuch der deutschen Idiomatik. Der Duden, Bd. 11. Dudenverlag, Mannheim u. a. 1992, Neudruck 1998.
- Duden Das große Fremdwörterbuch. Herkunft und Bedeutung der Fremdwörter. Dudenverlag, Mannheim u. a. 1994.